# Wilmette, Illinois
Wilmette là một làng thuộc quận Cook, tiểu bang Illinois, Hoa Kỳ. Năm 2010, dân số của làng này là 27087 người.

## Dân số
Dân số qua các năm:
- Năm 2000: 27651 người.
- Năm 2010: 27087 người.